# Ниттедал
Ниттедал (норв. Nittedal) — коммуна в губернии Акерсхус в Норвегии. Административный центр коммуны — город Ниттедал. Официальный язык коммуны — букмол. Население коммуны на 2007 год составляло 20 256 чел. Площадь коммуны Ниттедал — 186,22 км², код-идентификатор — 0233.

## История населения коммуны
Население коммуны за последние 60 лет.

Статистика коммуны Ниттедал